# پاول آوگوستین مایر
پاول آوگوستین مایر (انگلیسی: Paul Augustin Mayer؛ ۲۳ مهٔ ۱۹۱۱ – ۳۰ آوریل ۲۰۱۰) یک کاردینال، اسقف اعظم، و راهب بزرگ اهل آلمان بود.